# 엘오로주

엘오로 주의 위치

엘오로주(스페인어: Provincia de El Oro, "금"이라는 뜻)는 에콰도르 남부에 위치한 주로 주도는 마찰라이며 면적은 5,766.68km2, 인구는 600,659명(2010년 기준), 인구 밀도는 100명/km2이다. 1884년 4월 23일에 신설되었으며 14개 지방 자치체를 관할한다. 북쪽으로는 과야스 주와 아수아이 주, 동쪽으로는 로하 주, 남쪽으로는 로하 주와 페루, 서쪽으로는 태평양과 접한다.

주기

## 같이 보기
- 에콰도르의 주